# شعار أفغانستان
شعار أفغانستان هو الشعار الوطني لإمارة أفغانستان الإسلامية، والذي اعتمد بعد استعادة حركة طالبان للحكم في 2021 - 1443 هـ.

## الأعلام التاريخية

إمارة أفغانستان (1901–1919)
إمارة أفغانستان (1919–1926)
مملكة أفغانستان (1926–1928)
مملكة أفغانستان (1928–1929)
إمارة أفغانستان (1929)
مملكة أفغانستان (1931–1973)
جمهورية أفغانستان (1973–1974)
جمهورية أفغانستان (1974–1978)
جمهورية أفغانستان الديمقراطية (1978–1980)
جمهورية أفغانستان الديمقراطية (1980-1987)
جمهورية أفغانستان (1987-1992)
دولة أفغانستان الإسلامية (1992–2002)
الإدارة الافغانية المؤقتة (2002–2004)
جمهورية أفغانستان الإسلامية (2004–2021)